# Dicya
Dicya là một chi bướm ngày thuộc họ Lycaenidae.